# Gerda Wacek
Gerda Wacek (* 28. September 1933 in Wien; † 23. Mai 2021) war eine österreichische Kinderbuchautorin.

## Leben
Nach dem Tod ihrer Mutter im Jahr 1935 kam Gerda Wacek gemeinsam mit ihren beiden Brüdern zunächst in ein Kinderheim. Im Februar 1936 wurde sie von Pflegeeltern aufgenommen.
Ihr erlernter Beruf war der einer Verkäuferin, den sie auch einige Jahre lang ausübte. 1957 wurde sie zunächst Aushilfsschwester in der 2. Universitätshautklinik im Allgemeinen Krankenhaus in Wien. Aus familiären Gründen arbeitete sie allerdings zwischen 1962 und 1969 als Halbtagskraft bei einem Augenarzt. Anschließend trat sie wieder ihren Dienst in der Universitätshautklinik an. Zwischen Dezember 1974 und dem Jahr 1977 besuchte sie die Krankenpflegeschule im Krankenhaus Lainz, die sie mit dem Krankenpflegediplom abschloss. Im Anschluss daran war sie als Stationsschwester und Oberschwestervertretung im Pflegeheim Lainz tätig.
Mit dem Erfinden von Kindergeschichten begann die Mutter zweier Töchter im Kinderzimmer der Universitätshautklinik, wo sie den Kindern immer eine Gute-Nacht-Geschichte erzählte. Die Tätigkeit als Schriftstellerin nahm sie 1994 auf, nachdem sie als Krankenschwester pensioniert worden war.

## Werke
- „Schwester! Bitte …“ Vom Waisenkind zur Krankenschwester, Österreichischer Kunst- und Kulturverlag, 1998, ISBN 3-85437-178-0
- Gerda: Die Fortsetzung der Wiener Familiensaga. Ein Leben humorvoller Abenteuer. Agens & Ketterl, Mauerbach 1999, ISBN 3-85134-010-8
- Trolle: die liebenswerten Sagengestalten aus Norwegen. Ketterl, Mauerbach 1999, ISBN 3-85134-011-6
- Der Tanz auf dem Hexenberg und andere spannende Geschichten. Agens & Ketterl, Mauerbach 2000, ISBN 3-85134-020-5
- Ein Haustroll namens Rupfhansl und andere spannende Geschichten. Agens & Ketterl, Mauerbach 2000, ISBN 3-85134-019-1
- Das wiedergefundene Paradies und andere spannende Geschichten. Ketterl, Mauerbach 2001, ISBN 3-85134-021-3
- Sagen aus der Region Bruck an der Leitha. Agens & Ketterl, Mauerbach 2002, ISBN 3-85134-022-1
- Thermideus Schwefelbert entdeckt Oberlaa und seine Umgebung. Ketterl, Mauerbach 2002, ISBN 3-85134-023-X
- Die wohl wundersame Welt der Laafen. Agens & Ketterl, Mauerbach 2003, ISBN 3-85134-028-0
- Untersberger Sagenwelt – Märchen und Sagen aus dem Salzburger und Berchtesgadener Land. Agens & Ketterl, Mauerbach 2003, ISBN 3-85134-034-5
- Schulspäße – Zwei liebenswerte Schulmaskottchen erwachen zum Leben. Agens & Ketterl, Mauerbach 2006, ISBN 978-3-200-00603-4
- Die bunte Sagenwelt aus Österreich (Band I). Agens & Ketterl, Mauerbach ISBN 978-3-200-00692-8
- Die bunte Sagenwelt aus Österreich (Band II).  Agens & Ketterl, Mauerbach bei Wien 2008, ISBN 978-3-200-01144-1